# ذا ماتريكس 4
ذا ماتريكس 4 (بالإنجليزية: The Matrix 4)‏ هو فيلم إثارة وخيال علمي. أُنتج في الولايات المتحدة وعُرض في ديسمبر 2021. الفيلم من إخراج الأختان وتشاوسكي، ومن بطولة كيانو ريفز، كاري-آن موس، يحيى عبد المتين الثاني، نيل باتريك هاريس وبريانكا شوبرا. هو الفيلم الرابع في سلسلة ذا ماتريكس وتم الإعلان عنه رسميا في 20 أغسطس 2019.

## الطاقم
- كيانو ريفز بدور نيو[4]
- كاري-آن موس بدور ترينيتي
- جادا بينكيت سميث بدور نيوبي
- لامبرت ويلسون بدور ميروفنجيون[5]

بالإضافة إلى يحيى عبد المتين الثاني، نيل باتريك هاريس، بريانكا شوبرا، جيسيكا هنويك وجوناثان غروف.

## وصلات خارجية
- ذا ماتريكس 4 على موقع IMDb (الإنجليزية)
- ذا ماتريكس 4 على موقع ميتاكريتيك (الإنجليزية)
- ذا ماتريكس 4 على موقع روتن توميتوز (الإنجليزية)
- ذا ماتريكس 4 على موقع نتفليكس (الإنجليزية)
- ذا ماتريكس 4 على موقع ألو سيني (الفرنسية)
- ذا ماتريكس 4 على موقع فيلمافينيتي (الإسبانية)
- ذا ماتريكس 4 على موقع قاعدة بيانات الأفلام السويدية (السويدية)
- ذا ماتريكس 4 على موقع قاعدة بيانات الفيلم (الإنجليزية)
- ذا ماتريكس 4 على موقع ليتربوكسد (الإنجليزية)
- ذا ماتريكس 4 على موقع كينوبويسك (الروسية)
- ذا ماتريكس 4  في قاعدة بيانات الأفلام على الإنترنت (بالإنجليزية)